# Strainer

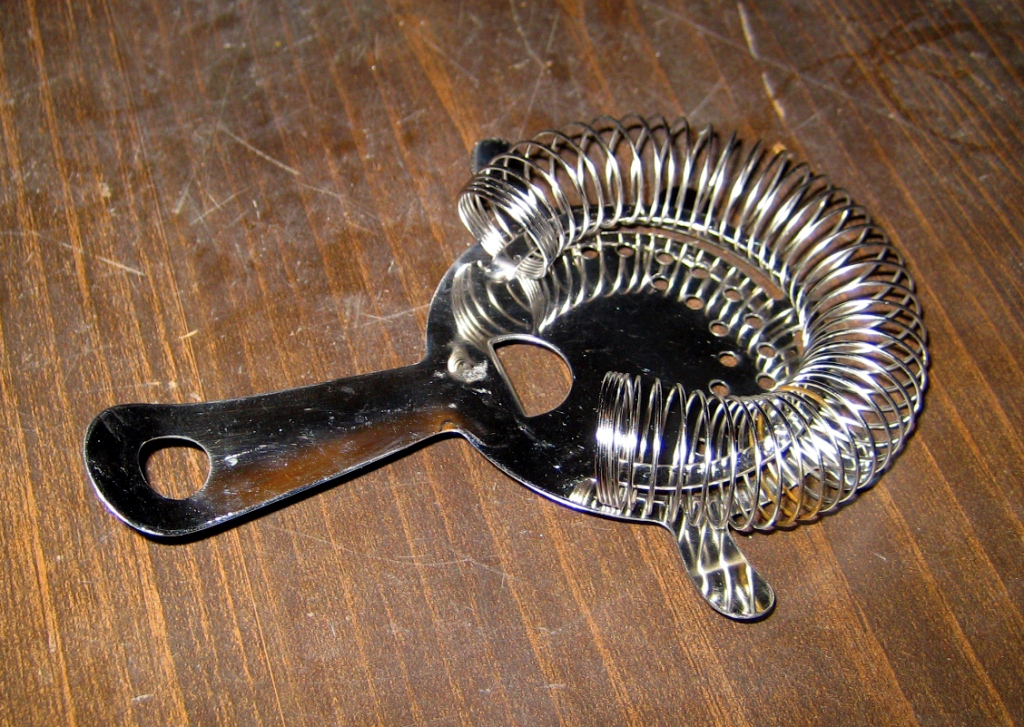
Un tipico cocktail strainer

Il cocktail strainer (o, più brevemente e comunemente, strainer) è un accessorio da bar, assimilabile a un colino, usato per rimuovere il ghiaccio dai cocktail dopo essere stati miscelati o agitati e per rimuovere l’acqua in eccesso. Lo strainer viene posto sopra la bocca del mixing-glass o sopra la parte dello shaker dal quale il cocktail viene versato (solo nel caso in cui non si utilizzi uno shaker del tipo con colino integrato). È dotato di fori o tagli che consentono esclusivamente il passaggio del liquido.

## Tipologie[1][3]
Esistono due tipi principali di strainer:
- Hawthorne: Piatto e circolare con una maniglia e diversi rebbi stabilizzatori che escono dal cerchio. Ha una molla metallica attorno al suo bordo che rotolerà leggermente verso l'interno per adattarsi al vetro. Il bordo circolare del filtro non deve toccare il bordo del vetro, poiché la molla all'interno filtrerà il ghiaccio.

- Julep: Concavo e circolare con una maniglia e si adatta perfettamente a un vetro di miscelazione quando è inclinato. La parte concava del filtro è perforata con diverse dozzine di piccoli fori.